# قسطنطين السادس
كان قسطنطين السادس (بالإنجليزية: Constantine VI)‏ ((بالإغريقية: Κωνσταντῖνος Ϛ΄)‏, Kōnstantinos VI; 771 – قبل 805) إمبراطورًا بيزنطيًا منذ عام 780 وحتى عام 797. ولكونه الابن الوحيد لليو السادس، فقد نصب قسطنطين إمبراطورًا مساعدًا معه في عمر الخامسة في عام 776 وخلفَه إمبراطورًا منفردًا في عام 780، بعمر التاسعة. حكمت والدته أيرين بصفة وصية على العرش حتى عام 790، بمساعدة رئيس وزرائها ستوراكيوس، وفي نهاية المطاف حكم قسطنطين بنفسه، إلى أن أعمته والدته وخلعته.
رغم أن الوصاية فقدت سطوتها وقتما بلغ قسطنطين سن الرشد في عام 790، لكن أيرين تابعت محاولات ممارسة السلطة، وحافظت على لقب الإمبراطورة. عانى قسطنطين من هزائم عسكرية واتخذ قرارات كانت مكروهة، مثل الزواج من محظيّته، ثيودوت. خلعت أيرين قسطنطين، وأعمته وسجنته في عام 797 واستولت على السلطة لوحدها، ما جعلها أول إمبراطورة حاكمة للإمبراطورية. يرجح أن قسطنطين قد مات بعد ذلك بفترة وجيزة.
كان قسطنطين السادس آخر حاكم اعتُرف به عالميًا بلقب الإمبراطور الروماني، إذ اعتُرف به حاملًا لهذا اللقب في كل من الإمبراطورية التي حكمها في الشرق، ومن قبل البابوية الكاثوليكية والقوى الأوروبية الغربية التي كان للبابا ولاية عليها. مع صيرورة والدته إمبراطورة حاكمة بعد خلعه، توجت البابوية شارلمان بصفة إمبراطور جديد في أوروبا الغربية، تأكيدًا على أن المرأة لا يمكن لها أن تكون إمبراطورة لوحدها. أرسى هذا أسس نظام حكم جديد، مستقل عن الشرق، والذي تطور ليصبح الإمبراطورية الرومانية المقدسة.

## نشأته ووصاية أيرين
كان قسطنطين السادس الابن الوحيد لليو السادس وأيرين. تُوج قسطنطين إمبراطورًا مساعدًا على يد والده في عام 776، وخلفه إمبراطورًا منفردًا في عام 780، في عمر التاسعة. لكونه قاصرًا، مارست والدته أيرين مع رئيس وزرائها ستوراكيوس الوصاية على العرش بالنيابة عنه.
وقع قسطنطين في عام 787 المراسيم الصادرة عن مجمع نيقية الثاني، لكن يبدو أنه كان متعاطفًا مع تحطيم الأيقونات. بحلول ذلك الوقت كان قسطنطين قد بلغ عامه السادس عشر، لكن والدته لم تتخل عن سلطتها التنفيذية له.
في عام 788، فسخت أيرين بنفسها خطوبة قسطنطين وروترود، أحد بنات شارلمان. بعد الانقلاب ضد شارلمان، أصبح الرومانيون الشرقيون الآن داعمين للمتظاهر اللومباردي أدلكيس، الذي نُفي بعد الغزو الفرنكي لإيطاليا. مُنح أدلكيس قيادة فيلق عسكري روماني، ونزل في كالابريا نحو نهاية العام 788 لكنه هُزم على يد الجيوش الموحدة للدوقات اللومباريديين هيلدبراند السبوليتويّ وغريموالد الثالث البينيفينتوي بالإضافة إلى قوات فرنكية بقيادة وينيجيس.
بعد لجم مؤامرة ضد أيرين في ربيع العام 790، حاولت تحصيل اعتراف رسمي بها كامبراطورة. كان لهذا تأثير عكسي، وبدعم الجيش له تمكن قسطنطين في النهاية من تسلم الحكم في عام 790، بعد أن تمرد الأرمينياكيين ضد أيرين. مع ذلك، بعد حملة فاشلة في البلقان، أعاد قسطنطين والدته في عام 792 بعد عامين فقط من عزلها عن السلطة.

## حكمه
بمجرد تسلمه حكم الدولة، أثبت قسطنطين أنه عاجز عن ممارسة الحكم السليم. هُزم جيشه على يد المسلمين، وتكبد قسطنطين ذاته هزيمة مُهينة على أيدي كاردام البلغاري في عام 792 في معركة ماركيلي. تطورت حركة لصالح عمه، القيصر نقفور. فقأ قسطنطين عيني عمّه وقطع ألسنة إخوة أبيه الأربعة الآخرين غير الأشقاء. ثار مؤيدوه الأرمن السابقون وقتما أعمى جنرالهم أليكويس موسيلي. سحق هذه الثورة بوحشية بالغة في عام 793.

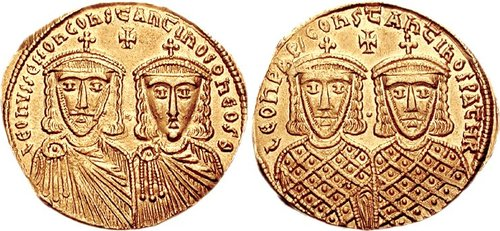
قسطنطين السادس ووالده ليو الرابع.